# تائوشق
تائوشق (قزاقی: Таушық) یک شهر و منطقه مسکونی در قزاقستان است که در استان مین‌قشلاق واقع شده‌است. تائوشق ۲۶۰۰ نفر جمعیت دارد.